# Bourletiella cruciata
Bourletiella cruciata is een springstaartensoort uit de familie van de Bourletiellidae. De wetenschappelijke naam van de soort is voor het eerst geldig gepubliceerd in 1972 door Haybach.